# Basilia italica
Espèce
Basilia italica est une espèce de diptères de la famille des Hippoboscidae (ou Nycteribiidae quand celle-ci n'est pas traitée comme une sous-famille des hippobosques). Cette espèce parasite les chauves-souris.

## Hôtes
Cette espèce a été signalée chez le Murin à moustaches (Myotis mystacinus), le Murin de Brandt (Myotis brandtii), le Murin à oreilles échancrées (Myotis emarginatus), le Grand Murin (Myotis myotis), le Murin de Natterer (Myotis nattereri), le Murin d'Alcathoé (M. alcathoe), la Sérotine commune (Eptesicus serotinus) et la Barbastelle d'Europe (Barbastella barbastellus).